# Statistiche della 1ª Divisão di hockey su pista

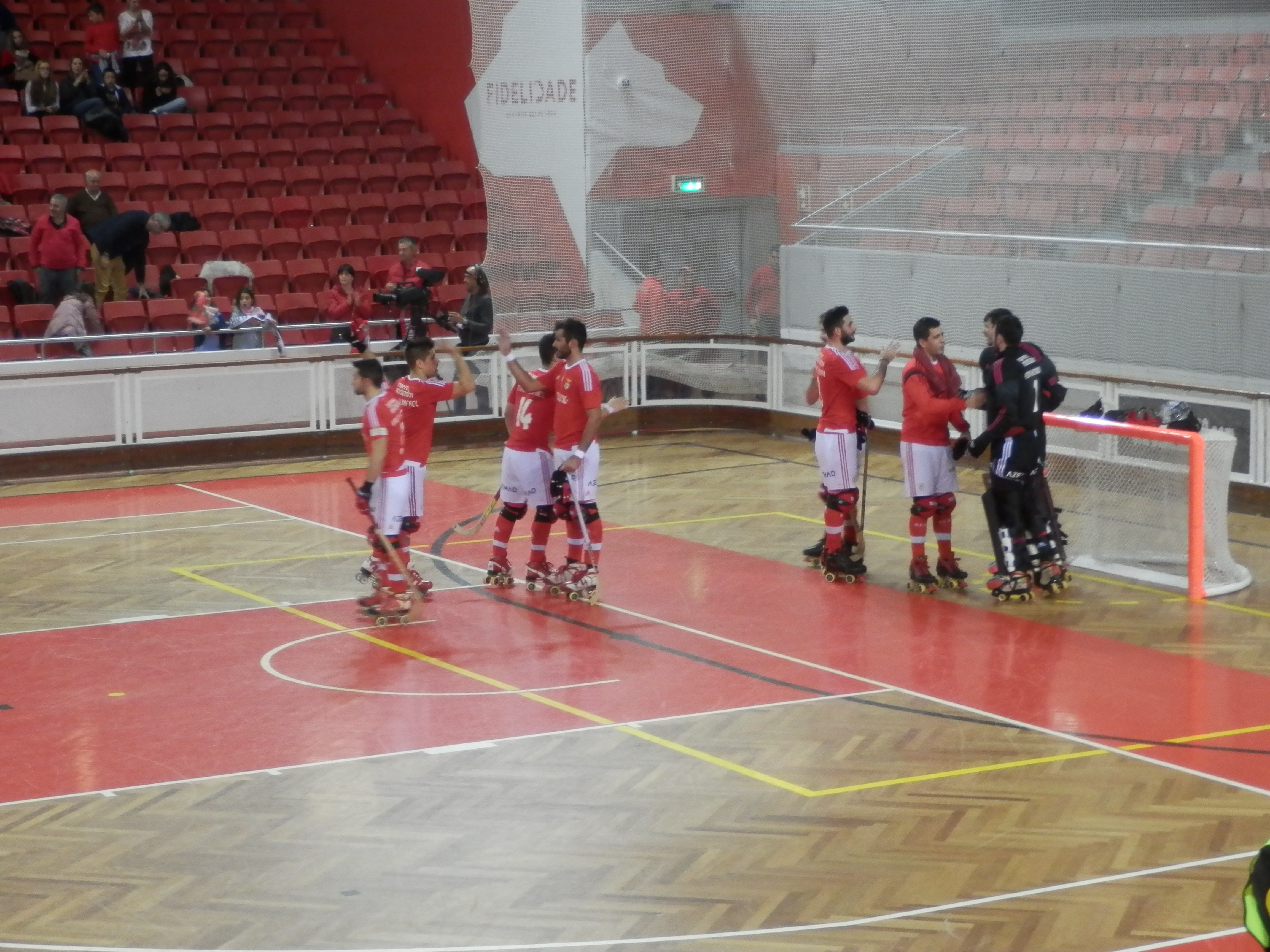
Giocatori del Benfica che celebrano una vittoria.

Questa pagina raccoglie le principali statistiche della 1ª Divisão di hockey su pista.
Questa lista è suscettibile di variazioni e potrebbe essere incompleta o non aggiornata.

## Statistiche di squadra

### Albo d'oro
Per ogni stagione sportiva sono riportate le seguenti informazioni:
- Vincitore: club campione del Portogallo;
- Secondo/Finalista: club secondo classificato in campionato o finalista perdente dei play-off, dove previsti;
- Coppa del Portogallo: club vincitore della Coppa del Portogallo;
- Supercoppa: club vincitore della Supercoppa del Portogallo;
- Elite Cup: club vincitore della Elite Cup.

| Edizione        | Classifica             | Classifica                         | Coppa del Portogallo  | Supercoppa       | Elite Cup        |
| Edizione        | Vincitore              | 2º classificato Finalista play-off | Coppa del Portogallo  | Supercoppa       | Elite Cup        |
| --------------- | ---------------------- | ---------------------------------- | --------------------- | ---------------- | ---------------- |
| 1939 (1ª)       | Sporting CP (1°)       | Infante de Sagres                  |                       |                  |                  |
| 1940 (2ª)       | CF Benfica (1°)        | Infante de Sagres                  |                       |                  |                  |
| 1941 (3ª)       | CF Benfica (2°)        | Paço de Arcos                      |                       |                  |                  |
| 1942 (4ª)       | Paço de Arcos (1°)     | CF Benfica                         |                       |                  |                  |
| 1943 (5ª)       | CF Benfica (3°)        | Académica                          |                       |                  |                  |
| 1944 (6ª)       | Paço de Arcos (2°)     | Sintra                             |                       |                  |                  |
| 1945 (7ª)       | Paço de Arcos (3°)     | Sintra                             |                       |                  |                  |
| 1946 (8ª)       | Paço de Arcos (4°)     | Sintra                             |                       |                  |                  |
| 1947 (9ª)       | Paço de Arcos (5°)     | Sintra                             |                       |                  |                  |
| 1948 (10ª)      | Paço de Arcos (6°)     | Sintra                             |                       |                  |                  |
| 1949 (11ª)      | Sintra (1°)            | Paço de Arcos                      |                       |                  |                  |
| 1950 (12ª)      | Sintra (2°)            | Paço de Arcos                      |                       |                  |                  |
| 1951 (13ª)      | Benfica (1°)           | Paço de Arcos                      |                       |                  |                  |
| 1952 (14ª)      | Benfica (2°)           | Paço de Arcos                      |                       |                  |                  |
| 1953 (15ª)      | Paço de Arcos (7°)     | Campo de Ourique                   |                       |                  |                  |
| 1954 (16ª)      | Campo de Ourique (1°)  | Benfica                            |                       |                  |                  |
| 1955 (17ª)      | Paço de Arcos (8°)     | Benfica                            |                       |                  |                  |
| 1956 (18ª)      | Benfica (3°)           | Infante de Sagres                  |                       |                  |                  |
| 1957 (19ª)      | Benfica (4°)           | Paço de Arcos                      |                       |                  |                  |
| 1958 (20ª)      | Sintra (3°)            | Benfica                            |                       |                  |                  |
| 1959 (21ª)      | Sintra (4°)            | Campo de Ourique                   |                       |                  |                  |
| 1960 (22ª)      | Benfica (5°)           | Paço de Arcos                      |                       |                  |                  |
| 1961 (23ª)      | Benfica (6°)           | Campo de Ourique                   |                       |                  |                  |
| 1962 (24ª)      | Clube Ferroviário (1°) | Benfica                            |                       |                  |                  |
| 1963            | Edizione non disputata | Edizione non disputata             | Benfica (1°)          |                  |                  |
| 1964            | Edizione non disputata | Edizione non disputata             | Malhangalene (1°)     |                  |                  |
| 1965 (25ª)      | CUF Barreiro (1°)      | Oeiras                             |                       |                  |                  |
| 1966 (26ª)      | Benfica (7°)           | Clube Ferroviário                  |                       |                  |                  |
| 1967 (27ª)      | Benfica (8°)           | Malhangalene                       |                       |                  |                  |
| 1968 (28ª)      | Benfica (9°)           | Clube Ferroviário                  |                       |                  |                  |
| 1969 (29ª)      | Lourenço Marques (1°)  | Porto                              |                       |                  |                  |
| 1970 (30ª)      | Benfica (10°)          | Porto                              |                       |                  |                  |
| 1971 (31ª)      | Lourenço Marques (1°)  | Clube Ferroviário                  |                       |                  |                  |
| 1972 (32ª)      | Benfica (11°)          | Lourenço Marques                   |                       |                  |                  |
| 1973 (33ª)      | Lourenço Marques (3°)  | Benfica                            |                       |                  |                  |
| 1974 (34ª)      | Benfica (12°)          | Infante de Sagres                  |                       |                  |                  |
| 1975 (35ª)      | Sporting CP (2°)       | Porto                              |                       |                  |                  |
| 1976 (36ª)      | Sporting CP (3°)       | Porto                              | Sporting CP (1°)      |                  |                  |
| 1977 (37ª)      | Sporting CP (4°)       | Oeiras                             | Sporting CP (2°)      |                  |                  |
| 1978 (38ª)      | Sporting CP (5°)       | Oeiras                             | Benfica (2°)          |                  |                  |
| 1979 (39ª)      | Benfica (13°)          | Porto                              | Benfica (3°)          |                  |                  |
| 1980 (40ª)      | Benfica (14°)          | Sporting CP                        | Benfica (4°)          |                  |                  |
| 1981 (41ª)      | Benfica (15°)          | Sporting CP                        | Benfica (5°)          |                  |                  |
| 1982 (42ª)      | Sporting CP (6°)       | Benfica                            | Benfica (6°)          |                  |                  |
| 1983 (43ª)      | Porto (1°)             | Benfica                            | Porto (1°)            | Sporting CP (1°) |                  |
| 1983-1984 (44ª) | Porto (2°)             | Sporting CP                        | Sporting CP (3°)      | Porto (1°)       |                  |
| 1984-1985 (45ª) | Porto (3°)             | Sporting CP                        | Porto (2°)            | Porto (2°)       |                  |
| 1985-1986 (46ª) | Porto (4°)             | Benfica                            | Porto (3°)            | Porto (3°)       |                  |
| 1986-1987 (47ª) | Porto (5°)             | Oliveirense                        | Porto (4°)            | Porto (4°)       |                  |
| 1987-1988 (48ª) | Sporting CP (7°)       | Porto                              | Porto (5°)            | Porto (5°)       |                  |
| 1988-1989 (49ª) | Porto (6°)             | Barcelos                           | Porto (6°)            | Porto (6°)       |                  |
| 1989-1990 (50ª) | Porto (7°)             | Barcelos                           | Benfica (7°)          | Porto (7°)       |                  |
| 1990-1991 (51ª) | Porto (8°)             | Barcelos                           | Sporting CP (4°)      | Porto (8°)       |                  |
| 1991-1992 (52ª) | Benfica (16°)          | Porto                              | Barcelos (1°)         | Porto (9°)       |                  |
| 1992-1993 (53ª) | Barcelos (1°)          | Porto                              | Barcelos (2°)         | Benfica (1°)     |                  |
| 1993-1994 (54ª) | Benfica (17°)          | Barcelos                           | Benfica (8°)          | Barcelos (1°)    |                  |
| 1994-1995 (55ª) | Benfica (18°)          | Barcelos                           | Benfica (9°)          |                  |                  |
| 1995-1996 (56ª) | Barcelos (2°)          | Benfica                            | Porto (7°)            | Benfica (2°)     |                  |
| 1996-1997 (57ª) | Benfica (19°)          | Barcelos                           | Oliveirense (1°)      | Porto (10°)      |                  |
| 1997-1998 (58ª) | Benfica (20°)          | Porto                              | Porto (8°)            | Benfica (3°)     |                  |
| 1998-1999 (59ª) | Porto (9°)             | Barcelos                           | Porto (9°)            | Porto (11°)      |                  |
| 1999-2000 (60ª) | Porto (10°)            | Barcelos                           | Benfica (10°)         | Barcelos (2°)    |                  |
| 2000-2001 (61ª) | Barcelos (3°)          | Benfica                            | Benfica (11°)         | Porto (12°)      |                  |
| 2001-2002 (62ª) | Porto (11°)            | Benfica                            | Benfica (12°)         | Benfica (4°)     |                  |
| 2002-2003 (63ª) | Porto (12°)            | Barcelos                           | Barcelos (3°)         | Benfica (5°)     |                  |
| 2003-2004 (64ª) | Porto (13°)            | Barcelos                           | Barcelos (4°)         | Barcelos (3°)    |                  |
| 2004-2005 (65ª) | Porto (14°)            | Benfica                            | Porto (10°)           | Barcelos (4°)    |                  |
| 2005-2006 (66ª) | Porto (15°)            | Benfica                            | Porto (11°)           | Porto (13°)      |                  |
| 2006-2007 (67ª) | Porto (16°)            | Benfica                            | Académico Cambra (1°) | Porto (14°)      |                  |
| 2007-2008 (68ª) | Porto (17°)            | Benfica                            | Porto (12°)           | Porto (15°)      |                  |
| 2008-2009 (69ª) | Porto (18°)            | Juventude Viana                    | Porto (13°)           | Porto (16°)      |                  |
| 2009-2010 (70ª) | Porto (19°)            | Juventude Viana                    | Benfica (13°)         | Porto (17°)      |                  |
| 2010-2011 (71ª) | Porto (20°)            | Benfica                            | Oliveirense (2°)      | Benfica (6°)     |                  |
| 2011-2012 (72ª) | Benfica (21°)          | Porto                              | Oliveirense (3°)      | Porto (18°)      |                  |
| 2012-2013 (73ª) | Porto (21°)            | Benfica                            | Porto (14°)           | Benfica (7°)     |                  |
| 2013-2014 (74ª) | Valongo (1°)           | Benfica                            | Benfica (14°)         | Porto (19°)      |                  |
| 2014-2015 (75ª) | Benfica (22°)          | Porto                              | Benfica (15°)         | Valongo (1°)     |                  |
| 2015-2016 (76ª) | Benfica (23°)          | Porto                              | Porto (15°)           | Sporting CP (2°) |                  |
| 2016-2017 (77ª) | Porto (22°)            | Benfica                            | Porto (16°)           | Porto (20°)      | Sporting CP (1°) |
| 2017-2018 (78ª) | Sporting CP (8°)       | Benfica                            | Porto (17°)           | Porto (21°)      | Benfica (1°)     |
| 2018-2019 (79ª) | Porto (23°)            | Oliveirense                        | Oliveirense (4°)      | Porto (22°)      | Sporting CP (2°) |
| 2019-2020 (80ª) | titolo non assegnato   | titolo non assegnato               | titolo non assegnato  | Porto (23°)      | Porto (1°)       |
| 2020-2021 (81ª) | Sporting CP (9°)       | Porto                              | titolo non assegnato  |                  |                  |
| 2021-2022 (82ª) | Porto (24°)            | Benfica                            | Porto (18°)           |                  | Barcelos (1°)    |
| 2022-2023 (83ª) | Benfica (24°)          | Sporting CP                        | Sporting Tomar (1°)   | Benfica (8°)     | Porto (2°)       |
| 2023-2024 (84ª) |                        |                                    | Porto (19°)           | Benfica (9°)     | Benfica (2°)     |

### Titoli e secondi posti per squadra
| Squadra           | Titoli | Secondi posti | Anni titolo | Anni 2º posto / finale play-off                                                                                            |
| ----------------- | ------ | ------------- | --- | --- |
| Porto             | 24     | 13            | 1983, 1984, 1985, 1986, 1987, 1989, 1990, 1991, 1999, 2000 2002, 2003, 2004, 2005, 2006, 2007, 2008, 2009, 2010, 2011 2013, 2017, 2019, 2022 | 1969, 1970, 1975, 1976, 1979, 1988, 1992, 1993, 1998 2012, 2015, 2016, 2021                                                |
| Benfica           | 24     | 21            | 1951, 1952, 1956, 1957, 1960, 1961, 1966, 1967, 1968, 1970 1972, 1974, 1979, 1980, 1981, 1992, 1994, 1995, 1997, 1998 2012, 2015, 2016, 2023 | 1954, 1953, 1958, 1962, 1973, 1982, 1983, 1986, 1996, 2001 2002, 2005, 2006, 2007, 2008, 2011, 2013, 2014, 2017, 2018 2022 |
| Sporting CP       | 9      | 5             | 1939, 1975, 1976, 1977, 1978, 1982, 1988, 2018, 2021                                                                                         | 1980, 1981, 1984, 1985, 2023                                                                                               |
| Paço de Arcos     | 8      | 7             | 1942, 1944, 1945, 1946, 1947, 1948, 1953, 1955                                                                                               | 1941, 1949, 1950, 1951, 1952, 1957, 1960                                                                                   |
| Sintra            | 4      | 5             | 1949, 1950, 1958, 1959 | 1944, 1945, 1946, 1947, 1948                                                                                               |
| Barcelos          | 3      | 10            | 1993, 1996, 2001 | 1989, 1990, 1991, 1994, 1995, 1997, 1999, 2000, 2003, 2004                                                                 |
| CF Benfica        | 3      | 1             | 1940, 1941, 1943 | 1942 |
| Lourenço Marques  | 3      | 1             | 1969, 1971, 1973 | 1972 |
| Campo de Ourique  | 1      | 3             | 1954 | 1953, 1959, 1961 |
| Clube Ferroviário | 1      | 3             | 1962 | 1966, 1968, 1971 |
| CUF Barreiro      | 1      | 0             | 1965 | |
| Valongo           | 1      | 0             | 2014 | |
| Infante de Sagres | 0      | 4             | | 1939, 1940, 1956, 1974 |
| Oeiras            | 0      | 3             | | 1965, 1977, 1978 |
| Juventude Viana   | 0      | 2             | | 2009, 2010 |
| Oliveirense       | 0      | 2             | | 1987, 2019 |
| Académica         | 0      | 1             | | 1943 |
| Malhangalene      | 0      | 1             | | 1967 |

### Titolo più recente
- Benfica: 2023
- Porto: 2022
- Sporting CP: 2021
- Valongo: 2014
- Barcelos: 2001
- Lourenço Marques: 1973
- CUF Barreiro: 1965
- Clube Ferroviário: 1962
- Sintra: 1959
- Paço de Arcos: 1955
- Campo de Ourique: 1954
- CF Benfica: 1943

### Titoli consecutivi
10 titoli consecutivi
- Porto (2002, 2003, 2004, 2005, 2006, 2007, 2008, 2009, 2010, 2011)

5 titoli consecutivi
- Paço de Arcos (1944, 1945, 1946, 1947, 1948)
- Porto (1983, 1984, 1985, 1986, 1987)

4 titoli consecutivi
- Sporting CP (1975, 1976, 1977, 1978)

3 titoli consecutivi
- Benfica (1966, 1967, 1968)
- Benfica (1979, 1980, 1981)
- Porto (1989, 1990, 1991)

2 titoli consecutivi
- CF Benfica (1940, 1941)
- Sintra (1949, 1950)
- Benfica (1951, 1952)
- Benfica (1956, 1957)
- Sintra (1958, 1959)
- Benfica (1960, 1961)
- Benfica (1994, 1995)
- Benfica (1997, 1998)
- Porto (1999, 2000)
- Benfica (2015, 2016)

### Doppiette campionato + Coppa del Portogallo
| Club        | Numero | Anni                               |
| ----------- | ------ | ---------------------------------- |
| Benfica     | 6      | 1979, 1980, 1981, 1994, 1995, 2015 |
| Porto       | 4      | 1983, 2005, 2013, 2022             |
| Sporting CP | 2      | 1976, 1977                         |
| Barcelos    | 1      | 1993                               |

### Triplette campionato + Coppa del Portogallo + Supercoppa
| Club  | Numero | Anni                                                 |
| ----- | ------ | ---------------------------------------------------- |
| Porto | 9      | 1985, 1986, 1987, 1989, 1999, 2006, 2008, 2009, 2017 |

## Società portoghese vincitrici di competizioni nazionali e internazionali
Legenda
- 1ª Divisão: Campionato portoghese; CP: Coppa del Portogallo; SP: Supercoppa del Portogallo; EL: Elite Cup; WCL: Coppa dei Campioni/Eurolega/Champions League; CWC: Coppa delle Coppe; WSE: Coppa CERS/WSE; CON: Supercoppa Europea/Coppa Continentale; CIN: Coppa Intercontinentale.

| 1º | Porto             | 78 | 24 | 19 | 23 | 2 | 3 | 2 | 2 | 2 | 1 |
| 2º | Benfica           | 59 | 24 | 15 | 9  | 2 | 2 | - | 2 | 3 | 2 |
| 3º | Sporting CP       | 28 | 9  | 4  | 2  | 2 | 4 | 3 | 2 | 2 | - |
| 4º | Barcelos          | 19 | 3  | 4  | 4  | 1 | 1 | 1 | 3 | 1 | 1 |
| 5º | Paço de Arcos     | 9  | 8  | -  | -  | - | - | - | 1 | - | - |
| 6º | Oliveirense       | 6  | -  | 4  | -  | - | - | - | 1 | 1 | - |
| 7º | Sintra            | 4  | 4  | -  | -  | - | - | - | - | - | - |
| 8º | CF Benfica        | 3  | 3  | -  | -  | - | - | - | - | - | - |
| 8º | Lourenço Marques  | 3  | 3  | -  | -  | - | - | - | - | - | - |
| 8º | Valongo           | 3  | 1  | -  | 1  | - | - | - | - | 1 | - |
| 8º | Oeiras            | 3  | -  | -  | -  | - | - | 3 | - | - | - |
| 9º | Campo de Ourique  | 1  | 1  | -  | -  | - | - | - | - | - | - |
| 9º | Clube Ferroviário | 1  | 1  | -  | -  | - | - | - | - | - | - |
| 9º | Barreiro          | 1  | 1  | -  | -  | - | - | - | - | - | - |
| 9º | Sporting Tomar    | 1  | -  | 1  | -  | - | - | - | - | - | - |
| 9º | Malhangalene      | 1  | -  | 1  | -  | - | - | - | - | - | - |
| 9º | Académico Cambra  | 1  | -  | 1  | -  | - | - | - | - | - | - |
| 9º | Sanjoanense       | 1  | -  | -  | -  | - | - | 1 | - | - | - |
| 9º | Sesimbra          | 1  | -  | -  | -  | - | - | - | 1 | - | - |